# Municipio de Veles
El municipio de Veles (en idioma macedonio: Општина Велес) es uno de los ochenta y cuatro municipios en los que se subdivide administrativamente Macedonia del Norte.

## Geografía
Este municipio se encuentra localizado en el territorio que abarca la región estadística de Vardar. 

## Población
La superficie de este municipio abarca una extensión de territorio de unos 427,45 kilómetros cuadrados. La población de esta división administrativa se encuentra compuesta por un total de 55.108 personas (según las cifras que arrojaron el censo llevado a cabo en el año 2002). Mientras que su densidad poblacional es de unos ciento veintinueve habitantes por cada kilómetro cuadrado aproximadamente.